# AGM-28 Hound Dog
O AGM-28 Hound Dog foi o primeiro míssil de cruzeiro desenvolvido nos Estados Unidos. Produzido pela North American Aviation, foi originalmente concebido como solução temporária, para equipar o bombardeiro pesado Boeing B-52 Stratofortress, até à entrada em serviço do muito desejado GAM-87 Skybolt, que seria lançado por um caça. A sua vida útil de apenas três anos acabou assim ampliada por 15 anos, até sua total substituição pelos AGM-69 SRAM e novos mísseis de cruzeiro.
Foi um míssil de cruzeiro de primeira geração supersônico armado com uma ogiva nuclear, originalmente designado B-77, posteriormente MAG-77 e mais tarde ainda foi definitivamente renomeado AGM-28, o apelido Hound Dog foi atribuído como homenagem prestada a uma das canções de Elvis Presley.

## Introdução

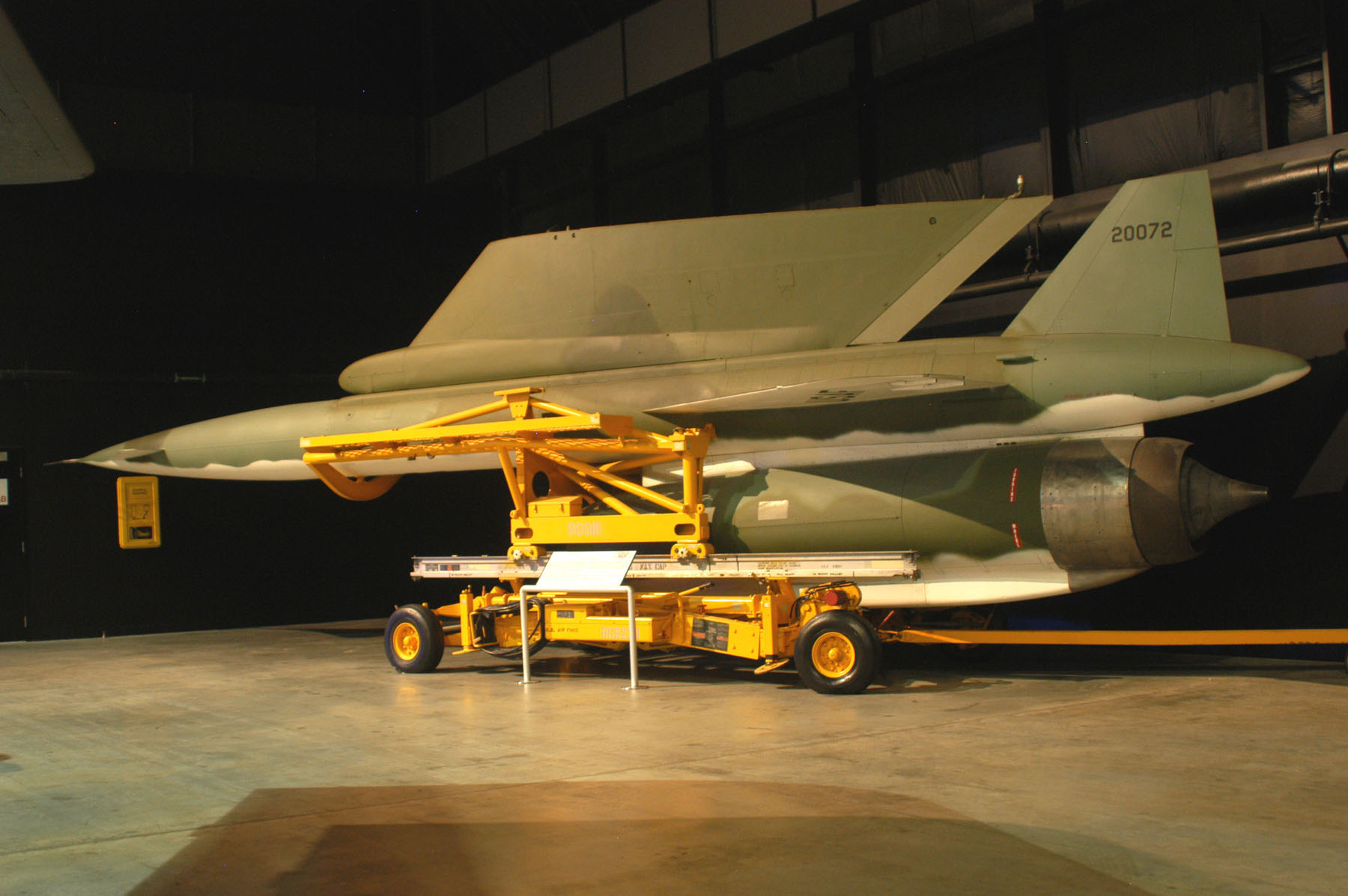
Foto de museu ilustrando a montagem de um míssil, no suporte alar de um B-52.

Ainda antes do primeiro bombardeiro B-52 Stratofortress estar concluído, os estrategistas da USAF sabiam que a função para o qual estava sendo construído (penetração e bombardeamento a grande altitude), estava condenada ao fracasso. O rápido desenvolvimento de caças supersônicos e de mísseis teleguiados, fizeram do bombardeiro uma obsoleta arma estratégica. Durante a década de 1959 a responsabilidade de retaliação dos Estados Unidos a um ataque nuclear da União Soviética assentava toda ela em vetores aéreos, tanto da Força Aérea (USAF) como da Marinha (US Navy). A espessa malha da defesa aérea Soviética, especialmente na zona da capital Moscovo, elevaram o risco de perdas aéreas para um nível muito perto senão mesmo insuportável.
A importância dada à capacidade de conseguir penetrar o sistema de defesa soviético, ficou patente quando o então ainda senador (futuro presidente) dos Estados Unidos John F. Kennedy, discursando perante a Legião Americana  a 18 de Outubro de 1960 em Miami, afirmou:
"Devemos tomar medidas imediatas para proteger a nossa atual força nuclear de ataque de um possível ataque surpresa. No presente mais de 90 por cento da nossa capacidade de retaliação é composta por aviões e mísseis localizados em bases não protegidas e cuja localização é bem conhecida dos russos. Nós apenas o podemos fazer através do SAC (Strategic Air Command) e da sua capacidade em manter um alerta aéreo permanente e ainda por projetos urgentes, como o míssil ar-superfície Hound Dog, o qual permitirá aos nossos bombardeiros tripulados penetrar as defesas soviéticas"Original (em inglês): "We must take immediate steps to protect our present nuclear striking force from surprise attack. Today, more than 90 percent of our retaliatory capacity is made up of aircraft and missiles which have fixed unprotectable bases whose location is known to the Russians. We can only do this by providing SAC with the capability of maintaining a continuous airborne alert and by pressing projects such as the Hound Dog air-ground missile which will enable manned bombers to penetrate Soviet defenses with their weapons"— John F. Kennedy  (em inglês)

## Desenvolvimento

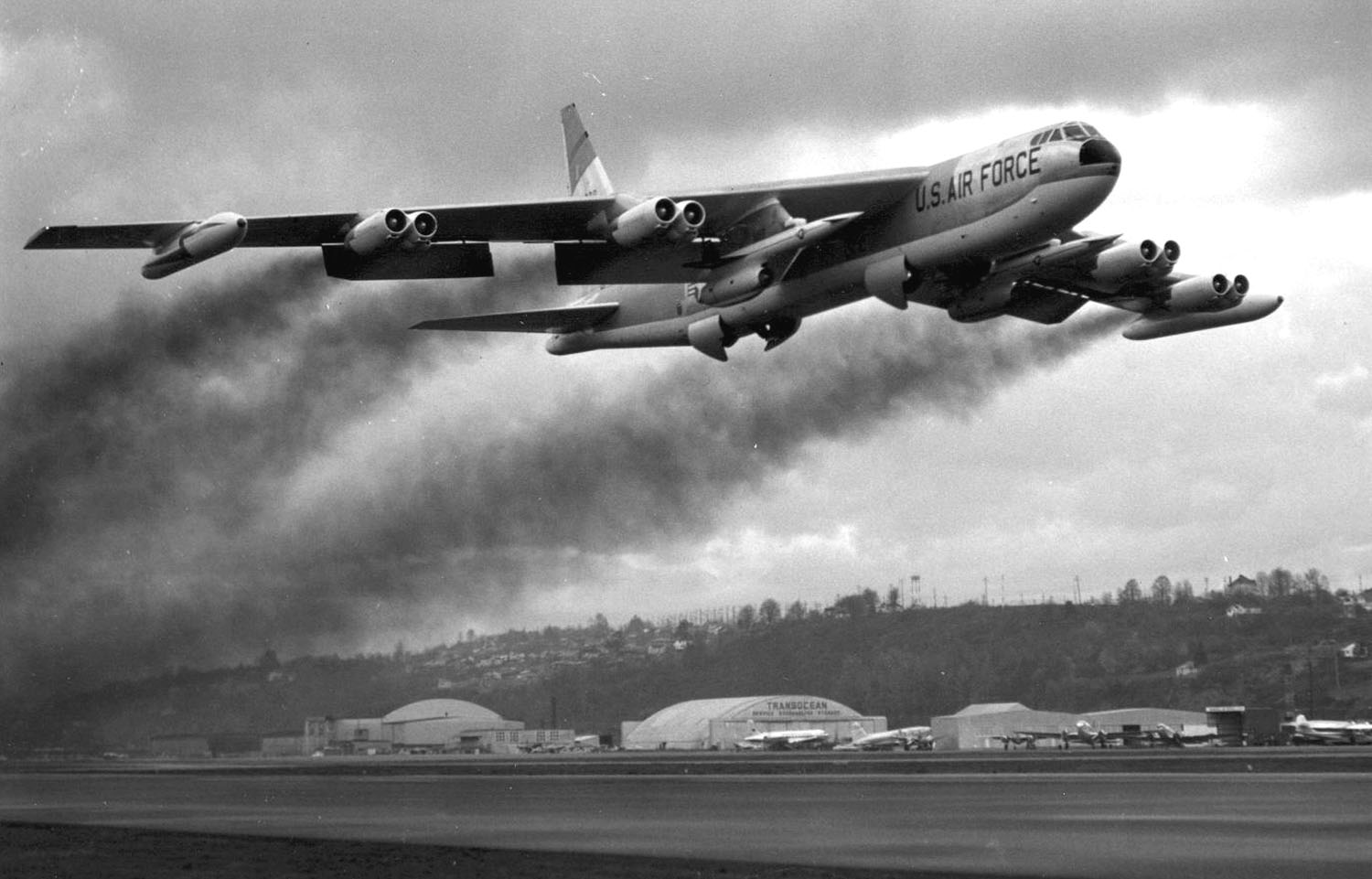
B-52F levantando voo, transportando dois AGM-28 Hound Dog sob as asas.

A 15 março de 1956 é emitida a GOR (General Operational Requirement) número 148, onde estão expressos os requisitos para o desenvolvimento de um míssil ar-superfície a ser transportado pelo bombardeiro B-52. No início de 1957, o projeto passou a ser conhecido como Sistema de Armas 131.
Em julho de 1957 tanto a Vought como a North American apresentaram propostas á Força Aérea, ambas sustentadas em estudos próprios, de um míssil de cruzeiro de longo alcance lançado do solo, no caso da Vought lançado de navio. A 16 de outubro de 1958, a decisão final é anunciada e a North American recebeu o contrato para o desenvolvimento e produção do míssil.
A solução encontrada estava sustentada nas fragilidades encontradas na defesa Soviética, todos os meios eram estáticos, logo facilmente localizados por satélites de observação. A ideia era suprimir todos os meios de defesa, pelo lançamento de mísseis nucleares de longo alcance, abrindo assim caminho para os bombardeiros poderem passar a caminho dos seus objetivos e entregar a sua carga sem mais sobressaltos.

## Projeto
Fazendo uso extensivo de tecnologia existente e já testada. Toda a estrutura e sistema de orientação veio diretamente de um anterior projeto não concluído, para um míssil de cruzeiro intercontinental lançado do solo (SM-64 Navaho). O propulsor Pratt & Whitney J52-P-3 era um turbojato desenvolvido para ser usado em uma aeronave entretanto cancelada, mas que já equipava outras aeronaves como o McDonnell Douglas A-4 Skyhawk e o Grumman A-6 Intruder, otimizado para funcionar em regime máximo durante o voo, pelo que a sua útil expectável era de apenas 6 horas. Finalmente a cabeça explosiva utilizava a ogiva nuclear W28, operacional há vários anos.

## História operacional

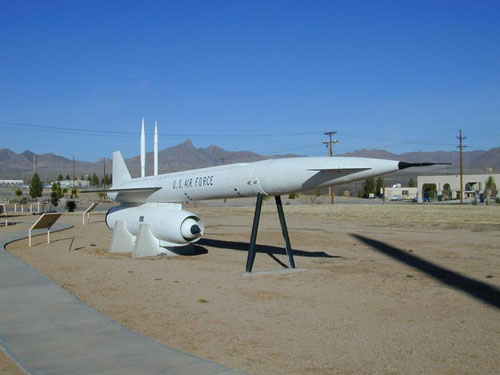
Exemplar em exposição no museu do perímetro de misseis em White Sands.

Destinado a ser uma solução interina, até à entrada em serviço do ambicionado míssil balístico  intercontinental lançado por avião GAM-87 Skybolt, projeto cancelado  pelo Departamento de Defesa em 31 de dezembro de 1962. Entrou ao serviço em em dezembro de 1959 e nunca foram usados em situação de combate, por volta de 1960 foi desenvolvida uma técnica para que o seu motor auxiliasse a descolagem do B-52, sendo reposto o combustível despendido na operação já em voo e retirado dos depósitos do avião transportador.
Em maio de 1961 voou pela primeira vez o AGM-28B, euipado com um sistema de orientação avançado,
em 1963 a produção foi finalizada apos terem sido construídas cerca de 700 exemplares, finalmente foram retirados e armazenados em 1975 e destruídos três anos mais tarde.

## Variantes
- B-77 — Redesignado GAM-77 antes do início da produção.
- XGAM-77 — 25 protótipos produzidos.
- GAM-77 — 697 mísseis produzidos.
- GAM-77A — 452 mísseis GAM-77 atualizados para o padrão GAM-77A.
- AGM-28A — GAM-77 foi redesignado AGM-28A em junho de 1963.
- AGM-28B — GAM-77A foi redesignado AGM-28B em junho de 1963.
- AGM-28C — Proposta para versão equipada com um sistema de orientação TERCOM.